# Club du 50-40-90

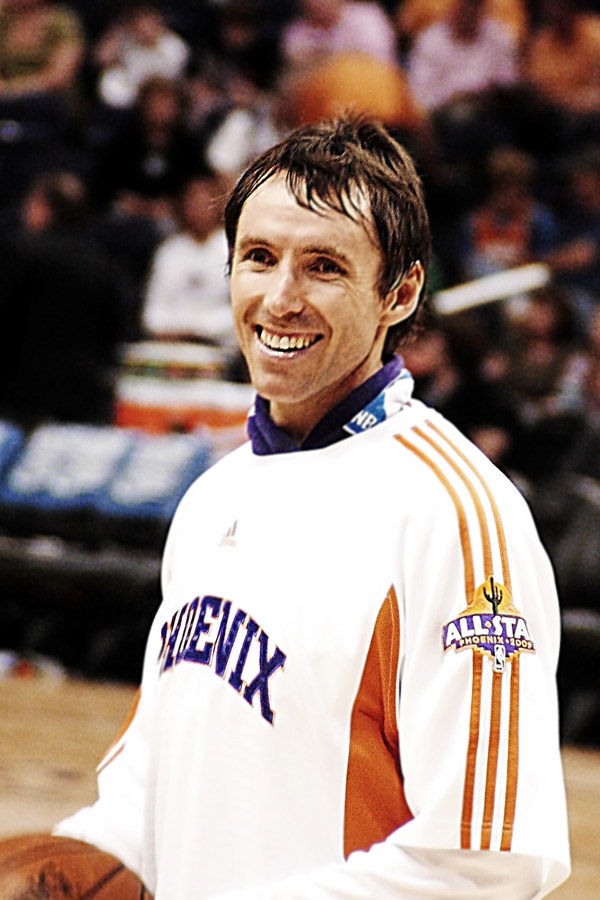
Steve Nash en 2008, quadruple membre du club du 50-40-90.

Le club du 50-40-90 est une statistique informelle utilisée pour évaluer les athlètes de la National Basketball Association (NBA) et de la Women's National Basketball Association (WNBA). Il exige qu'un joueur atteigne 50 % de réussite aux tirs, 40 % de réussite à trois points et 90 % de réussite aux lancers francs à la fin de la saison régulière. Pour être éligible, un joueur doit atteindre les minima statistiques ; depuis 2013, la NBA a demandé que chacun des joueurs éligibles ait un total de 300 tirs, 82 tirs à trois points et 125 lancers francs à la fin de la saison. Dans l'histoire de la NBA et de la WNBA, seuls neuf joueurs ont enregistré une saison en 50-40-90. La dernière joueuse, la première de la WNBA, était Elena Delle Donne en 2019. 
Le 50-40-90 indique une excellente performance d'attaque globale et est considéré comme l'étalon-or pour les tireurs. Seuls Steve Nash (quatre fois), Larry Bird et Kevin Durant (deux fois) ont répété des saisons statistiques en 50-40-90. Dirk Nowitzki est le seul joueur qui ne respecte plus l'exigence minimale, mise à jour, pour les tirs à trois points ; il a terminé avec 72 paniers à trois points en 2007, avant le changement des exigences en 2013. 
Le dernier joueur en date à réaliser cette performance est Kevin Durant, au cours de la saison 2022-2023.

## Terminologie et calculs
Semblable aux moyennes de baseball, les pourcentages officiels de tir de la NBA sont calculés à la troisième décimale (millièmes), mais sont désignés par un pourcentage. Un joueur qui a tiré .8995 sur la ligne des lancers francs serait officiellement calculé comme tirant .900 et désigné alors à 90% ; mais un joueur qui a tiré .8994 serait officiellement calculé comme tirant .899 et désigné à 89,9%. Alors que la NBA utilise officiellement un nombre à trois chiffres, elle rapporte des statistiques de tir sous forme abrégée et arrondie en pourcentage, de sorte que 0,899 à la troisième décimale est simplifié en tant que "90%" dans la plupart de ses rapports. Ainsi, une véritable saison en 50-40-90 nécessite qu'un joueur atteigne ou dépasse 50,0% d'efficacité des tirs sur le terrain, 40,0% des tirs à trois points et 90,0% des lancers francs. Cet arrondi au deuxième chiffre est pertinent en ce qui concerne plusieurs quasi-accidents pour les saisons 50-40-90, car les résultats à trois chiffres du joueur étaient "49,6 à 49,9" ou "39,6 à 39,9" et "89,6 à 89,9" plutôt que la totalité des 50,0% - 40,0% - 90,0%. 
Ces résultats de quasi-accident peuvent être trouvés dans les tableaux secondaires ci-dessous. Pour se qualifier, un joueur doit également réussir avec succès au moins 300 tirs dans la saison, 82 tirs à trois points (depuis la saison 2013-2014) et 125 lancers francs. Ces valeurs sont utilisées depuis la saison 1999-2000, sauf pour le lock-out de la saison 2011-2012. 

## Membres
Depuis que la NBA a introduit le panier à trois points au cours de la saison 1979-1980, le seuil du 50-40-90 a été atteint par neuf joueurs : 
- Larry Bird avec les Celtics de Boston (2 fois).
- Malcolm Brogdon avec les Bucks de Milwaukee .
- Stephen Curry avec les Warriors de Golden State .
- Kevin Durant avec le Thunder d'Oklahoma City et les Nets de Brooklyn/Suns de Phoenix sur une saison.
- Kyrie Irving avec les Nets de Brooklyn .
- Reggie Miller avec les Pacers de l'Indiana .
- Steve Nash avec les Suns de Phoenix (4 fois).
- Dirk Nowitzki avec les Mavericks de Dallas .
- Mark Price avec les Cavaliers de Cleveland .

Une seule femme a atteint ce seuil dans l'histoire de la WNBA : 
- Elena Delle Donne avec les Mystics de Washington en 2019[7].

### En NBA
Bird a été le premier joueur à rejoindre ce club et a enregistré deux saisons consécutives dans ces standards, tandis que Nash a enregistré quatre de ces saisons entre 2005 et 2010. Nash a raté de peu une cinquième saison consécutive en 50-40-90 en tirant à 89,9% de la ligne des lancers francs au cours de la saison 2006-2007, soit à un lancer franc du seuil des 90%. 
Curry, Nash et Nowitzki sont les seuls membres à intégrer le club du 50-40-90, tout en remportant le titre de Most Valuable Player (MVP) de la saison régulière correspondante. Bird a remporté le titre de MVP de la ligue pendant trois saisons consécutives, sans atteindre le seuil 50-40-90, et au cours des deux saisons suivantes, il a enregistré des saisons en 50-40-90; mais n'a pas gagné le titre de MVP. Durant a remporté le titre de MVP et a atteint les 50-40-90 lors de deux saisons différentes. Brogdon, Irving, Miller et Price n'ont jamais remporté le titre de MVP. Elena Delle Donne a tiré à 97,4% de la ligne des lancers francs au cours de sa saison en 50-40-90. Curry est le seul membre à avoir obtenu une moyenne d'au moins 30 points par match au cours d'une saison en 50-40-90. Lors de la saison 2022-2023, Kevin Durant créé le club du 55-40-90 avec 29 points de moyenne sur la saison, mais il n'a joué que 47 matchs cette saison. 
|  | Joueur intronisé au Basketball Hall of Fame          |
|  | Joueur toujours en activité en NBA                   |
|  | Joueur ayant remporté le trophée de MVP cette saison |

| Joueur           | Saison    | MJ | Paniers inscrits | Paniers tentés | % Tirs     | 3Pts inscrits | 3Pts tentés | % 3Pts     | LF inscrits | LF tentés | % LF       | Points | Pts/m | Réf.   |
| ---------------- | --------- | -- | ---------------- | -------------- | ---------- | ------------- | ----------- | ---------- | ----------- | --------- | ---------- | ------ | ----- | ------ |
| Larry Bird       | 1986-1987 | 74 | 786              | 1 497          | 53% (.525) | 90            | 225         | 40% (.400) | 414         | 455       | 91% (.910) | 2 076  | 28,05 | [ 9 ]  |
| Larry Bird (2)   | 1987-1988 | 76 | 881              | 1 672          | 53% (.527) | 98            | 237         | 41% (.414) | 415         | 453       | 92% (.916) | 2 275  | 29,93 | [ 9 ]  |
| Mark Price       | 1988-1989 | 75 | 529              | 1 006          | 53% (.526) | 93            | 211         | 44% (.441) | 263         | 292       | 90% (.901) | 1 414  | 18,85 | [ 10 ] |
| Reggie Miller    | 1993-1994 | 79 | 524              | 1 042          | 50% (.503) | 123           | 292         | 42% (.421) | 403         | 444       | 91% (.908) | 1 574  | 19,92 | [ 11 ] |
| Steve Nash       | 2005-2006 | 79 | 541              | 1 056          | 51% (.512) | 150           | 342         | 44% (.439) | 257         | 279       | 92% (.921) | 1 489  | 18,85 | [ 12 ] |
| Dirk Nowitzki    | 2006-2007 | 78 | 673              | 1 341          | 50% (.502) | 72            | 173         | 42% (.416) | 498         | 551       | 90% (.904) | 1 916  | 24,56 | [ 13 ] |
| Steve Nash (2)   | 2007-2008 | 81 | 485              | 962            | 50% (.504) | 179           | 381         | 47% (.470) | 222         | 245       | 91% (.906) | 1 371  | 16,93 | [ 12 ] |
| Steve Nash (3)   | 2008-2009 | 74 | 428              | 851            | 50% (.503) | 108           | 246         | 44% (.439) | 196         | 210       | 93% (.933) | 1 160  | 15,68 | [ 12 ] |
| Steve Nash (4)   | 2009-2010 | 81 | 499              | 985            | 51% (.507) | 124           | 291         | 43% (.426) | 211         | 225       | 94% (.938) | 1 333  | 16,46 | [ 12 ] |
| Kevin Durant     | 2012-2013 | 81 | 731              | 1 433          | 51% (.510) | 139           | 334         | 42% (.416) | 679         | 750       | 91% (.905) | 2 280  | 28,15 | [ 14 ] |
| Stephen Curry    | 2015-2016 | 79 | 805              | 1 598          | 50% (.504) | 402           | 886         | 45% (.454) | 363         | 400       | 91% (.908) | 2 375  | 30,06 | [ 15 ] |
| Malcolm Brogdon  | 2018-2019 | 64 | 378              | 748            | 51% (.505) | 104           | 244         | 43% (.426) | 141         | 152       | 93% (.928) | 1 001  | 15,64 | [ 16 ] |
| Kyrie Irving     | 2020-2021 | 54 | 549              | 1 086          | 51% (.506) | 152           | 378         | 40% (.402) | 201         | 218       | 92% (.922) | 1 451  | 26,87 | [ 17 ] |
| Kevin Durant (2) | 2022-2023 | 47 | 483              | 862            | 56% (.560) | 93            | 230         | 40% (.404) | 307         | 334       | 92% (.919) | 1 366  | 29,06 | [ 14 ] |

### En WNBA
La WNBA, avec une saison régulière beaucoup plus courte que la NBA (34 matchs à 82), a des limites inférieures à la NBA en termes de critères. Pour être éligible, une joueuse doit marquer 100 tirs sur la saison, 25 tirs à trois points et 50 lancers francs. Toutes les autres considérations statistiques sont identiques à celles indiquées pour la NBA. 
| Joueuse           | Saison | MJ | Paniers inscrits | Paniers tentés | % Tirs     | 3Pts inscrits | 3Pts tentés | % 3Pts     | LF inscrits | LF tentés | % LF       | Points | Pts/m | Réf.   |
| ----------------- | ------ | -- | ---------------- | -------------- | ---------- | ------------- | ----------- | ---------- | ----------- | --------- | ---------- | ------ | ----- | ------ |
| Elena Delle Donne | 2019   | 31 | 220              | 427            | 52% (.515) | 52            | 121         | 43% (.430) | 114         | 117       | 97% (.974) | 606    | 19,54 | [ 19 ] |